# Dystomorphus nigrosignatus
Dystomorphus nigrosignatus là một loài bọ cánh cứng trong họ Cerambycidae.